# 로열 빅토리아 훈장
로열 빅토리아 훈장(Royal Victorian Order)은 영국의 기사단 훈장이다. 왕족과 궁내 장관에서 정원사와 비서에 이르기까지 왕실 관계자, 우방국의 군주, 국가원수가 대상이 되는 훈장이다. 유사한 훈장으로 로열 빅토리아 쇄장(Royal Victorian Chain)이 있다.

## 같이 보기
- 훈장
  - 가터 훈장
  - 바스 훈장
  - 세인트마이클앤드세인트조지 훈장
  - 대영 제국 훈장
- 기사 (군사)